# 宮殿

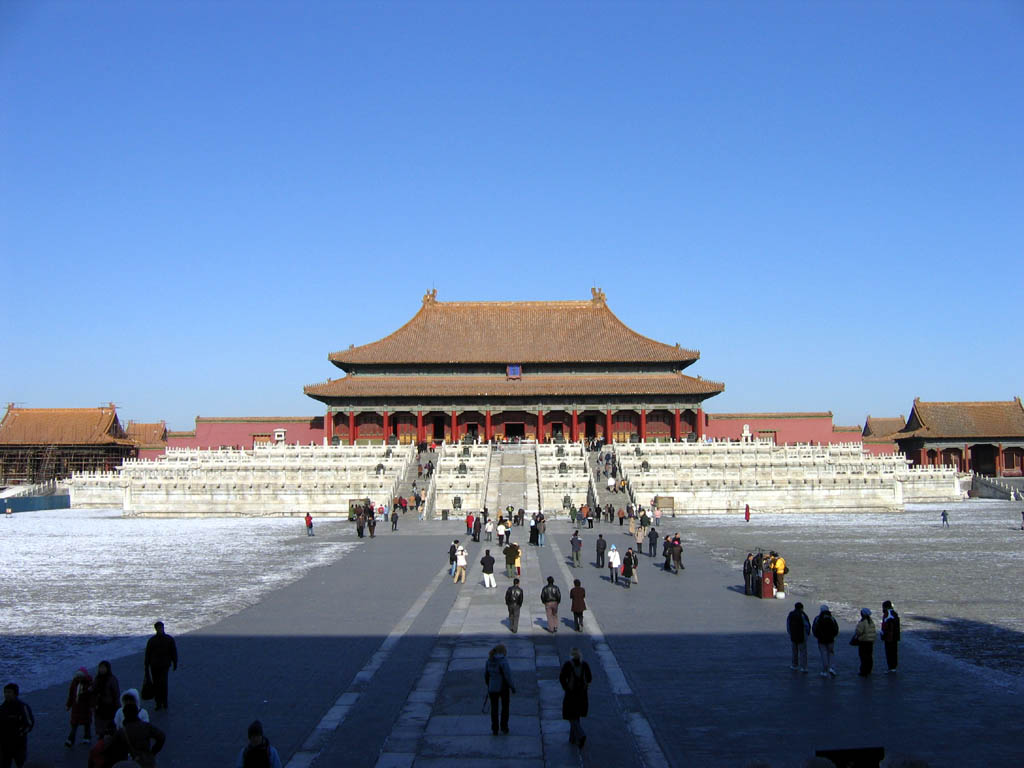
北京故宫

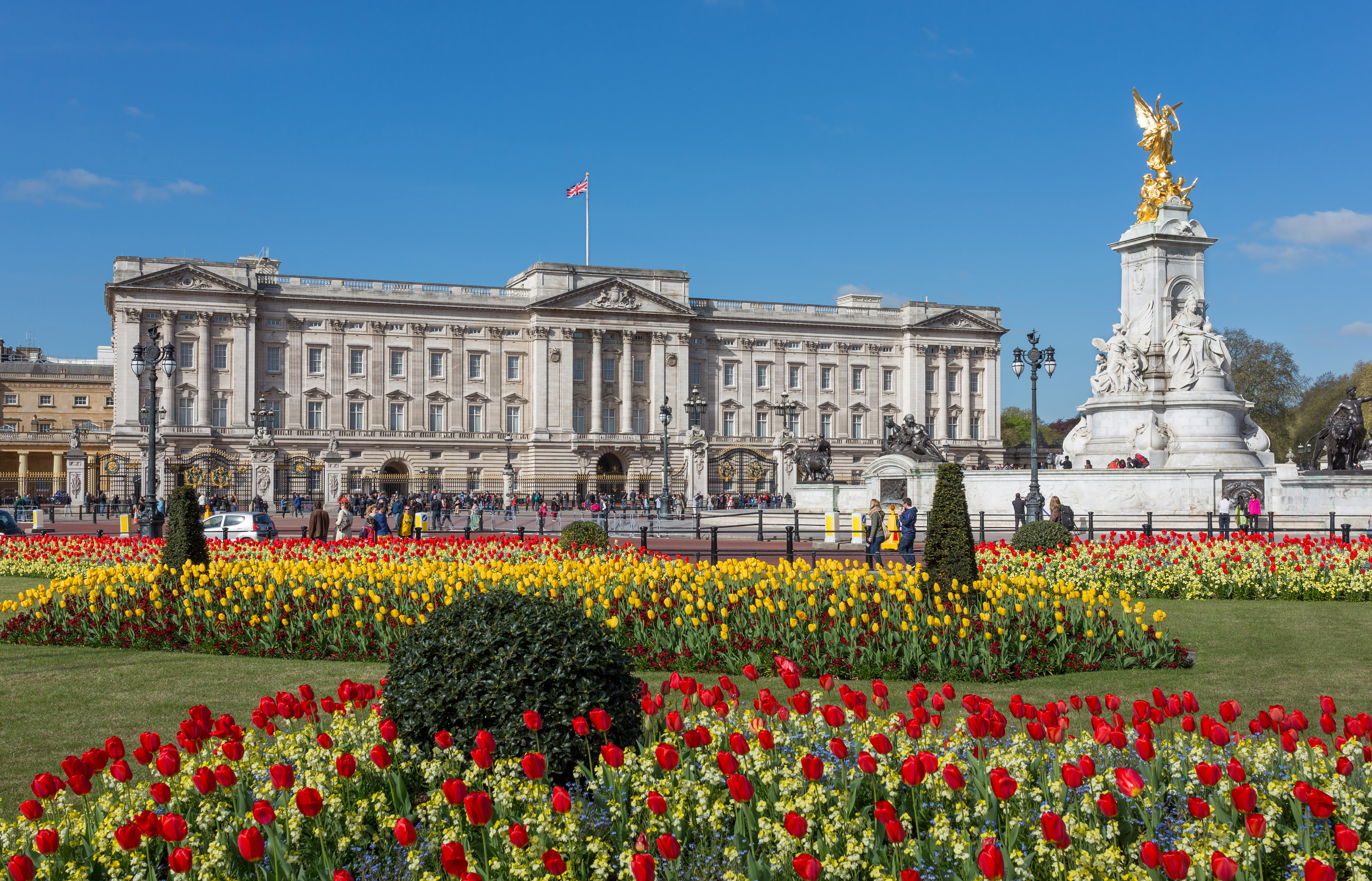
白金汉宮

宮殿通常指君主居住、使用的房屋，可由一座或多座房屋構成。在中文中最初是君主（皇帝、王）所用的建筑物的专称，一般称举行礼仪和办公用的主体建筑物为“殿”，而称生活起居的部分为“宫”。西方国家中，Palace泛指君主、贵族、主教或重要公衆人物所居住的房屋。
在國家首都的主要宮殿是全國的權力中心與象徵，如故宮。宮殿的象徵意義引申為政治或宗教的代號，如中南海、克里姆林宮、白宮和爱丽舍宫。宮殿根據各國的環境情況而不同，如歐洲的宮殿不少被設計成城堡、堡壘形式，亞洲的宮殿有些設計成寺廟、塔狀的形式。
中國的宮殿則比較豐富，包括主要行政中心－皇宮，還有離宮、行宮、花園等讓皇帝、皇族、貴族、官員休息或行樂的地方，都是大形的園林建築群。宫殿的范围进一步扩展，就是由诸多宫殿组成的宫城。更一步扩展为皇城。中国传统建筑中，建筑物依照所有者身份遵循严格的等级制度，宫殿的级别是最高的。

## 地點
大多數的皇宮都建在首都，中國歷代的王朝以及各個地方政權都分別建造有自己的皇宮，又因为各朝都建有行宫、离宫等建筑，因此宫殿遍布中國各地，例如西安、洛阳、南京、北京、開封、杭州、瀋陽、廣州、成都、承德等地，拉萨的布達拉宮亦作為西藏王宮。

## 著名宫殿

### 亞洲

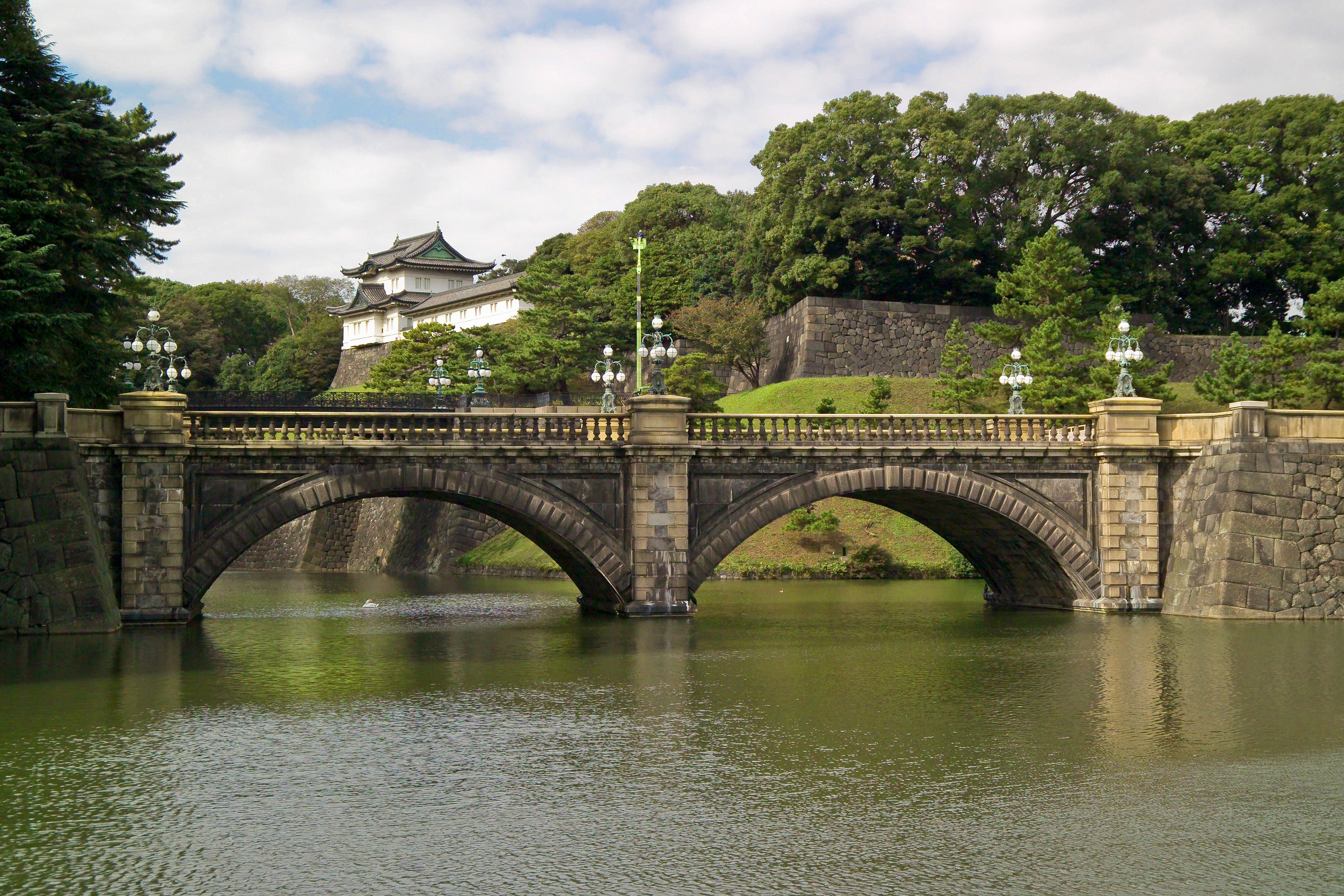
日本皇居

- 中国大陆西安：阿房宫、未央宫、长乐宫、建章宫、大明宫、太极宫、兴庆宫
- 中国大陆咸阳：咸阳宫
- 中国大陆洛阳：南宫、北宫、上阳宫
- 中国大陆南京：六朝台城、明故宫
- 中国大陆北京：紫禁城（故宫）、北海公園、中南海、南苑、圆明园、颐和园、香山静宜园、玉泉山静明园
- 中国大陆承德：避暑山庄
- 中国大陆长春：滿洲皇宮
- 中国大陆拉萨：布达拉宫、罗布林卡
- 中国大陆沈阳：沈阳故宫
- 中国大陆正蓝旗：元上都
- 蒙古国烏蘭巴托：博克多汗冬宮、東庫倫
- 平壤：安鶴宮
- 開京：滿月臺
- 首尔：景福宫、昌德宮、昌慶宮、慶熙宮、德壽宮、景慕宮（朝鲜语：경모궁）、寺洞宮（朝鲜语：사동궁）、七宮（朝鲜语：칠궁）、仁慶宮（朝鲜语：인경궁）、雲峴宮、都正宮
- 仁川：龍興宮
- 咸興市：咸興本宮
- 慶州市：半月城、慶州東宮（英语：Donggung Palace and Wolji Pond in Gyeongju）
- 扶餘郡：泗沘城
- 鐵原郡：鐵圓城
- 泰國曼谷：大王宫、律实宫
- 柬埔寨金邊：金邊王宮
- 柬埔寨暹粒：吳哥城、暹粒王宮（英语：The Royal Residence）
- 柬埔寨烏棟：烏棟王宮
- 緬甸曼德勒：曼德勒皇宫
- 緬甸阿瑪拉普拉：阿瑪拉普拉宮（英语：Amarapura Palace）
- 緬甸蒲甘：阿里馬達普拉宮（英语：Arimadanapura Palace）
- 緬甸勃固：坎巴瓦扎塔迪宮（英语：Kanbawzathadi Palace）
- 緬甸瑞保：瑞保皇宮（英语：Shwebo Palace）
- 马来西亚吉隆坡：国家皇宫
- 斯里巴卡旺市：努諾伊曼王宮（英语：Istana Nurul Iman）
- 臺灣台南：寧靖王府（今大天后宮）、安平王城、北園別館（今開元寺）
- 越南河內：昇龍皇城、鄭主府僚
- 越南顺化：顺化皇城、謙宮、安定宮
- 越南胡志明市：嘉隆宮
- 越南華閭市：華閭古都
- 越南永祿縣：西都城
- 日本东京：皇居（江戶城）、赤坂御用地、赤坂離宮、濱離宮
- 日本大阪：難波宮、大坂城
- 日本奈良：飛鳥淨御原宮、平城宮

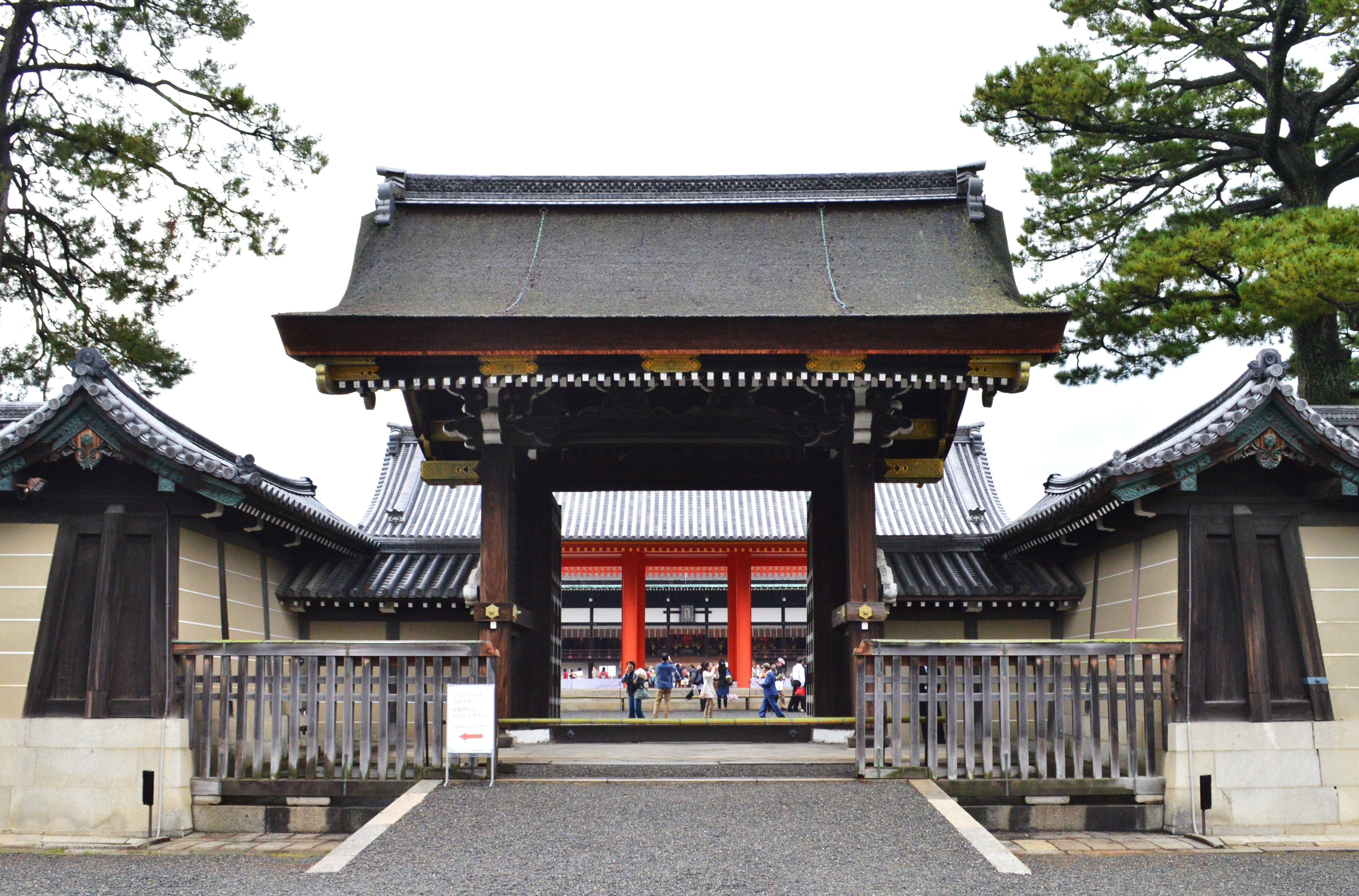
日本京都御所

- 日本京都：恭仁宮、長岡宮、平安宮、鳥羽離宮（日语：鳥羽離宮）、京都御所、仙洞御所、修學院離宮、桂離宮、二条城、聚樂第、京都新城（日语：京都新城）、伏見城、花之御所、北山第、東山第、小川御所（日语：小川殿）、六波羅館、西八条第
- 日本神戶：雪見御所
- 日本鎌倉：大倉御所（日语：大倉御所）
- 日本甲賀市：紫香樂宮
- 日本近江八幡市：安土城
- 日本沖繩：浦添城、島添大里城、今歸仁城、首里城、琉球御殿
- 印度阿格拉：阿格拉堡
- 印度德里：红堡
- 伊朗德黑蘭：古列斯坦宮、尼亞瓦蘭宮、薩阿德·奧包德宮殿群
- 伊朗伊斯法罕：阿里卡普宮、四十柱宮
- 沙烏地阿拉伯利雅德：利雅德王宮（法语：Palais d'Al-Yamamah）
- 阿联酋阿布達比：阿布達比皇宮（英语：Qasr Al Watan）
- 阿联酋杜拜：扎比爾宮（英语：Zabeel Palace）
- 约旦安曼：皇家大院（英语：Al-Maquar）

### 歐洲

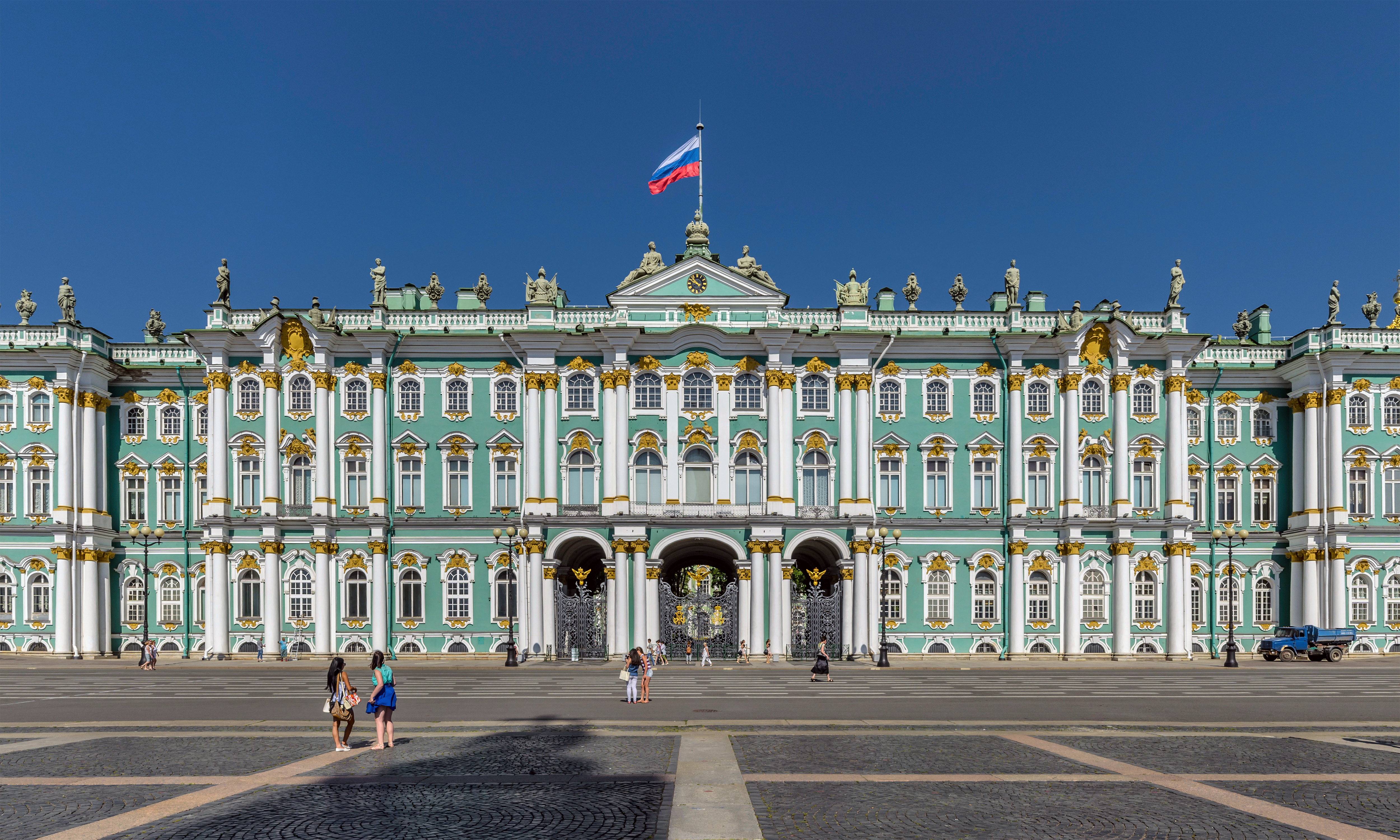
俄罗斯冬宫

- 俄羅斯圣彼得堡：冬宫、夏宫、葉卡捷琳娜宮
- 俄羅斯莫斯科：克里姆林宫
- 法國巴黎：西岱宮、卢浮宫、杜伊勒里宫、凡尔赛宫、楓丹白露宮、爱丽舍宫
- 英国伦敦：伦敦塔、威斯敏斯特宫、白金汉宫、白廳宮、圣詹姆斯宫、里奇蒙宮、肯辛頓宮、漢普敦宮、克拉伦斯宫
- 德国柏林：柏林城市宫
- 德国波茨坦：無憂宫、波茨坦城市宮
- 德国慕尼黑：寧芬堡宫
- 奥地利维也纳：霍夫堡皇宮、美泉宫、美景宮
- 奥地利薩爾茲堡：主教宮
- 義大利罗马：巴拉丁諾山、金宮、奎里纳尔宫、梵蒂冈宫、拉特朗宫
- 義大利佛羅倫斯：彼提宮、舊宮、美第奇-里卡迪宮
- 義大利都靈：薩伏依王室居所
- 義大利那不勒斯：那不勒斯王宮、卡波迪蒙特王宮、波蒂奇宮、奎西薩納宮
- 義大利卡塞塔：卡塞塔王宮、卡迪泰洛王宫
- 荷蘭阿姆斯特丹：阿姆斯特丹王宮
- 荷蘭海牙：豪斯登堡宮、诺代恩德宫
- 荷蘭阿珀爾多倫：羅宮
- 西班牙馬德里：馬德里王宮、布恩雷蒂羅宮（西班牙语：Palacio del Buen Retiro）、薩蘇埃拉宮
- 西班牙塞維利亞：塞維利亞王宮
- 西班牙格拉納達：阿爾罕布拉宮
- 葡萄牙里斯本：聖若熱城堡、里貝拉宮、阿茹達宮、內塞西達迪什宮、貝倫宮
- 葡萄牙辛特拉：辛特拉宮、佩納宮、克盧什宮、拉馬豪宮（葡萄牙语：Palácio do Ramalhão）
- 葡萄牙馬夫拉：馬夫拉宮
- 瑞典斯德哥爾摩：斯德哥爾摩王宮、卓宁霍姆宫、哈加宮
- 丹麦哥本哈根：阿马林堡宫、克里斯蒂安堡宮、羅森堡城堡
- 土耳其伊斯坦布尔：君士坦丁堡大皇宮、布拉赫奈宫、托卡比皇宮、多爾瑪巴切宮、耶尔德兹宫、貝勒貝伊宮、彻拉安宫
- 土耳其埃迪爾內：埃迪爾內宮（英语：Edirne Palace）

### 美洲
- 美国华盛顿哥伦比亚特区：白宮
- 美国科羅拉多州蒙提祖馬縣：懸崖宮（英语：Cliff Palace）
- 美国夏威夷州：夏威夷王室居所（英语：List of Hawaiian royal residences）（大洋洲）
- 墨西哥墨西哥城：特諾奇提特蘭、國家宮、查普爾特佩克城堡、伊圖爾維德宮
- 墨西哥恰帕斯州：帕倫克
- 墨西哥尤卡坦州：庫盧巴（英语：Kulubá）
- 秘魯庫斯科：薩帕·印卡宮殿、太陽貞女宮、比爾卡班巴、馬丘比丘
- 巴西里約熱內盧州：里約熱內盧皇宮、聖克里斯托旺宮、聖克魯茲宮（英语：Santa Cruz Estate）、瓜納巴拉宮、彼得羅波利斯皇宮
- 海地米洛（英语：Milot, Haiti）：圣苏西宫

### 大洋洲

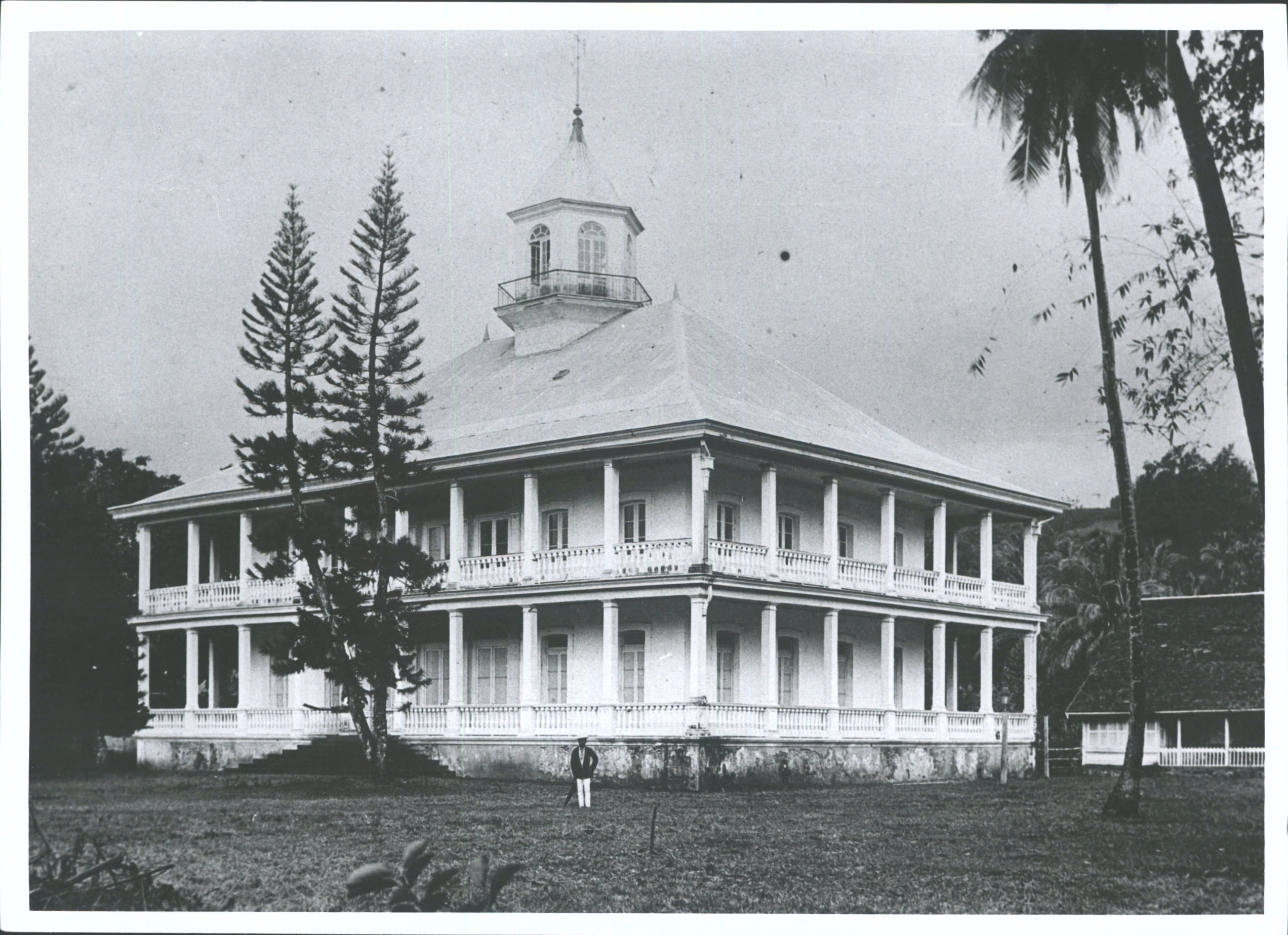
帕皮提王宮

- 努库阿洛法：東加皇宮
- 法屬玻里尼西亞帕皮提：帕皮提王宮
- 斐济萊武卡：萊武卡王宮
- 新西兰纳鲁阿瓦希亚（英语：Ngāruawāhia）：图朗阿瓦埃瓦埃（英语：Tūrangawaewae）
- 烏韋阿：烏韋阿王宮（英语：Royal Palace of Uvea）
- 阿洛：阿洛王宮
- 锡加韦：锡加韦王宮
- 萨摩亚韦莱勒（英语：Vailele）：國家元首府
- 萨摩亚阿皮亚：维利马莊園
- 密克羅尼西亞聯邦波纳佩州：南馬都爾

## 延伸阅读
[在维基数据编辑]
 《欽定古今圖書集成·經濟彙編·考工典·宮殿部》，出自陈梦雷《古今圖書集成》